# Dytiscus fasciventris
Dytiscus fasciventris är en skalbaggsart som beskrevs av Thomas Say 1824. Dytiscus fasciventris ingår i släktet Dytiscus och familjen dykare. Inga underarter finns listade i Catalogue of Life.